# Савин, Александр Борисович
Алекса́ндр Бори́сович Са́вин (1 июля 1957, Таганрог Ростовской области) — советский волейболист, игрок сборной СССР (1975—1986). Олимпийский чемпион 1980, двукратный чемпион мира (1978 и 1982), двукратный обладатель Кубка мира (1977 и 1981), шестикратный чемпион Европы, 13-кратный чемпион СССР. Центральный блокирующий. Заслуженный мастер спорта СССР (1978).

## Биография

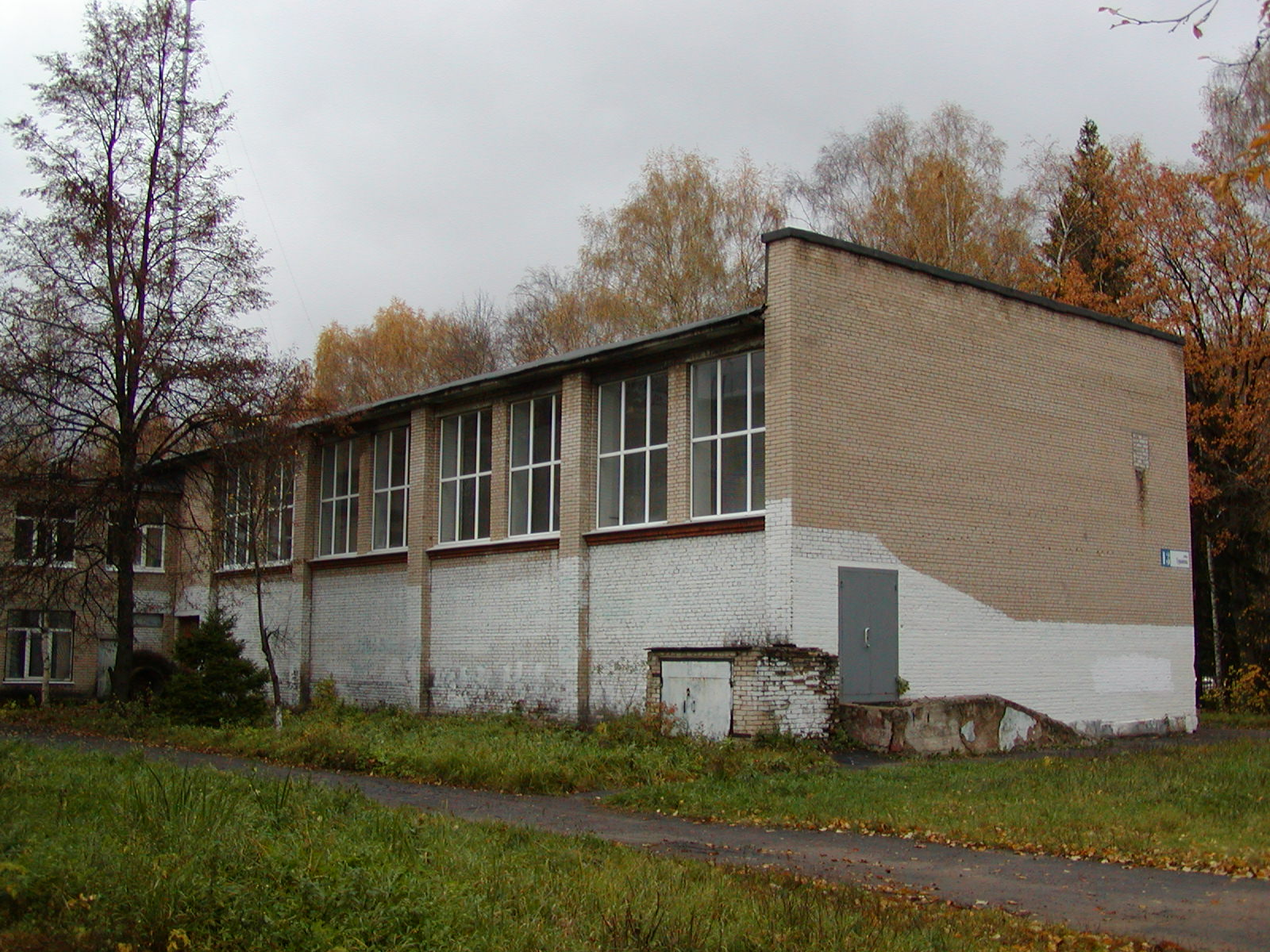
Спортивный зал обнинской школы № 6. В нём была организована волейбольная секция, в которой в 1967 году впервые начал заниматься волейболом ученик школы № 6 Александр Савин

Родился в Таганроге, откуда в детстве переехал с родителями в город Обнинск Калужской области. Учился в средней школе № 6 г. Обнинска. Воспитанник обнинской волейбольной школы. Волейболом начал заниматься в 1967 году в ДЮСШ г. Обнинска (с 2004 года — СДЮСШОР Александра Савина). Первый тренер — В. В. Питанов.
С 1974 по 1988 год выступал за команду ЦСКА. В её составе стал 13-кратным чемпионом СССР (1975—1983, 1985—1988), бронзовым призёром союзного первенства 1984, трёхкратным обладателем Кубка СССР (1982, 1984, 1985), пятикратным обладателем Кубка чемпионов ЕКВ (1975, 1977, 1982, 1983, 1986). В составе сборной Москвы становился чемпионом (1979) и серебряным призёром (1983) Спартакиад народов СССР. Признан лучшим игроком десятилетия (1970-е годы).
В сборной СССР в официальных соревнованиях выступал в 1975—1986 годах. В её составе: олимпийский чемпион 1980, серебряный призёр Олимпийских игр 1976, двукратный чемпион мира (1978 и 1982), серебряный призёр мирового первенства 1986, двукратный победитель розыгрышей Кубка мира (1977 и 1981), серебряный призёр Кубка мира 1985, шестикратный чемпион Европы (1975, 1977, 1979, 1981, 1983, 1985), победитель турнира «Дружба-84», победитель Игр доброй воли 1986.
В сборной СССР имел прозвище «Слон».
В 1986 году в возрасте 29 лет по собственному желанию покинул сборную СССР. 
После 1988 года — на тренерской работе. Работал на Мадагаскаре (до 1990), тренировал команды «Рассвет» (Москва) (1990—1996), «Самотлор» (Нижневартовск) (до 2001). Работал в Агентстве по физической культуре и спорту Российской Федерации государственным тренером по волейболу.
Основал Фонд развития физической культуры и спорта Олимпийского чемпиона Александра Савина.
Женат. Имеет двух детей. Сын — Алексей (р. 1976), дочь — Елена (р. 1981). Пять внуков: Тимофей (р. 1997), Анна (р. 2001) , Виктория (р. 2001), Владислава (р. 2009)., Виктор (р. 2014). Дочь — Александра (р.2003),
22 октября 2010 года Александр Савин был введён в «Зал славы волейбола» (Холиок, США).

## Награды
- Орден Дружбы народов (1985)
- Орден «Знак Почёта» (1980)
- Медали
- Почётные знаки